# Journal (Kurzfilm)
Journal ist ein belgischer Kurzfilm von Sirah Foighel Brutmann und Eitan Efrat aus dem Jahr 2013. In Deutschland feierte der Film am 6. Mai 2013 bei den Internationalen Kurzfilmtagen in Oberhausen Weltpremiere.

## Handlung
Aufgrund von Fotos, die berühmte Menschen bei ihrem Besuch in Yad Vashem zeigen, hinterfragt der Film die Erzähltechniken.

## Auszeichnungen
Internationale Kurzfilmtage Oberhausen 2013
- Lobende Erwähnung der Internationalen Jury